# Amt Beetzsee
L'Amt Beetzsee è una comunità amministrativa della Germania, che riunisce una città e quattro comuni, nello stato del Brandeburgo.

## Società

### Evoluzione demografica
- Sviluppo della popolazione dal 1875 entro gli attuali confini (Linea Blu: Popolazione; Linea puntata: Confronto dello sviluppo della popolazione dello stato del Brandenburgo; Sfondo grigio: Ai tempi del governo nazista; Sfondo rosso: Al tempo del governo comunista)
- Sviluppo recente della popolazione (Linea blu) e previsioni

| Anno | Abitanti |
| ---- | -------- |
| 1875 | 8 712    |
| 1890 | 9 402    |
| 1910 | 8 990    |
| 1925 | 8 871    |
| 1939 | 9 351    |
| 1950 | 11 689   |
| 1964 | 8 836    |

| Anno | Abitanti |
| ---- | -------- |
| 1971 | 8 657    |
| 1981 | 7 443    |
| 1985 | 7 183    |
| 1990 | 6 846    |
| 1995 | 7 296    |
| 2000 | 8 892    |
| 2005 | 8 666    |

| Anno | Abitanti |
| ---- | -------- |
| 2010 | 8 473    |
| 2015 | 8 141    |
| 2016 | 8 205    |
| 2017 | 8 192    |
| 2018 | 8 261    |
| 2019 | 8 307    |
| 2020 | 8 295    |

Fonti dei dati sono nel dettaglio nelle Wikimedia Commons..

## Suddivisione
La comunità comprende la città di Havelsee e i comuni di Beetzsee, Beetzseeheide, Päwesin e Roskow. La sede amministrativa è posta nel comune di Beetzsee.